# Nowe Skalmierzyce
Nowe Skalmierzyce é um município da Polônia, na voivodia da Grande Polônia e no condado de Ostrów Wielkopolski. Estende-se por uma área de 1,58 km², com 4 770 habitantes, segundo os censos de 2016, com uma densidade de 3019 hab/km².